# Le Val (Doubs)
Le Val es una comuna nueva francesa situada en el departamento de Doubs, de la región de Borgoña-Franco Condado.

## Historia
Fue creada el 1 de enero de 2017, en aplicación de una resolución del prefecto de Doubs de 23 de noviembre de 2016 con la unión de las comunas de Montfort y Pointvillers, pasando a estar el ayuntamiento en la antigua comuna de Pointvillers.

## Demografía
| Gráfica de evolución demográfica de Le Val entre 1800 y 2013 |
|                                                              |

Los datos entre 1800 y 2013 son el resultado de sumar los parciales de las dos comunas que forman la nueva comuna de Le Val, cuyos datos se han cogido de 1800 a 1999, para las comunas de Montfort y Pointvillers de la página francesa EHESS/Cassini. Los demás datos se han cogido de la página del INSEE.

## Composición
| Comuna delegada | Código INSEE | Población (2013) | Superficie (km²) | Densidad (hab./km²) |
| --------------- | ------------ | ---------------- | ---------------- | ------------------- |
| Montfort        | 25399        | 96               | 2.8              | 34                  |
| Pointvillers    | 25460        | 142              | 3.81             | 37                  |